# Daisy Frigara
Daisy Frigara, née le 8 janvier 1982, est une joueuse de pétanque française. 

## Biographie
Elle est droitière et se positionne en tireuse.

## Clubs
- ?-2013 : Association Sportive Trégueux Pétanque (Côtes-d'Armor)
- 2014-2016 : Association Sportive Pétanque Pleudihen (Côtes-d'Armor)
- 2017-2018 : La Pétanque Gérausienne (Côtes-d'Armor)
- 2019- : Pétanque Lamballaise (Côtes-d'Armor)

## Palmarès[1]

### Séniors

#### Championnats du Monde
Troisième
- Triplette 2019 (avec Audrey Bandiera, Sandrine Herlem et Anna Maillard) :  Équipe de France[2]

#### Championnats d'Europe
- Triplette 2018 (avec Angélique Colombet, Charlotte Darodes et Anna Maillard) :  Équipe de France

#### Championnats de France
Finaliste
- Tête à tête 2016 : Association Sportive Pétanque Pleudihen

Vainqueur
- Tête à tête 2022 : club de la pétanque Gérausienne

#### Mondial La Marseillaise
Vainqueur
- 2019 (avec Cindy Peyrot et Sandrine Herlem)

#### Passion Pétanque Française (PPF)
Finaliste
- Triplette mixte 2021 (avec Philippe Suchaud et Philippe Quintais)[3]